# Общество любителей изящных искусств (Краков)

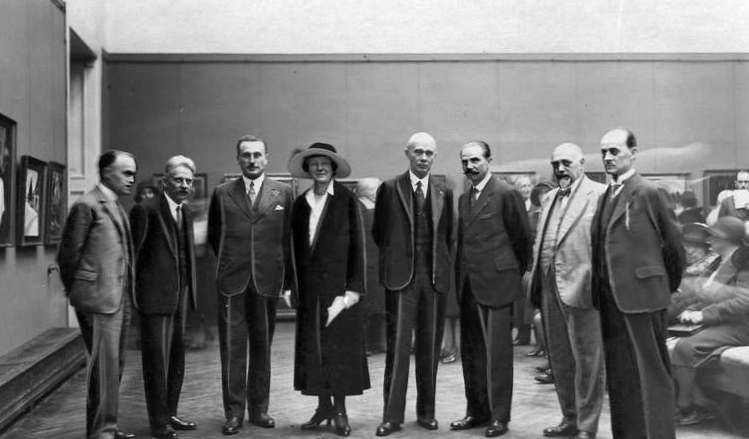
Открытие художественной выставки Анджея Олеси, Дворец искусства, Краков, 1931 г.

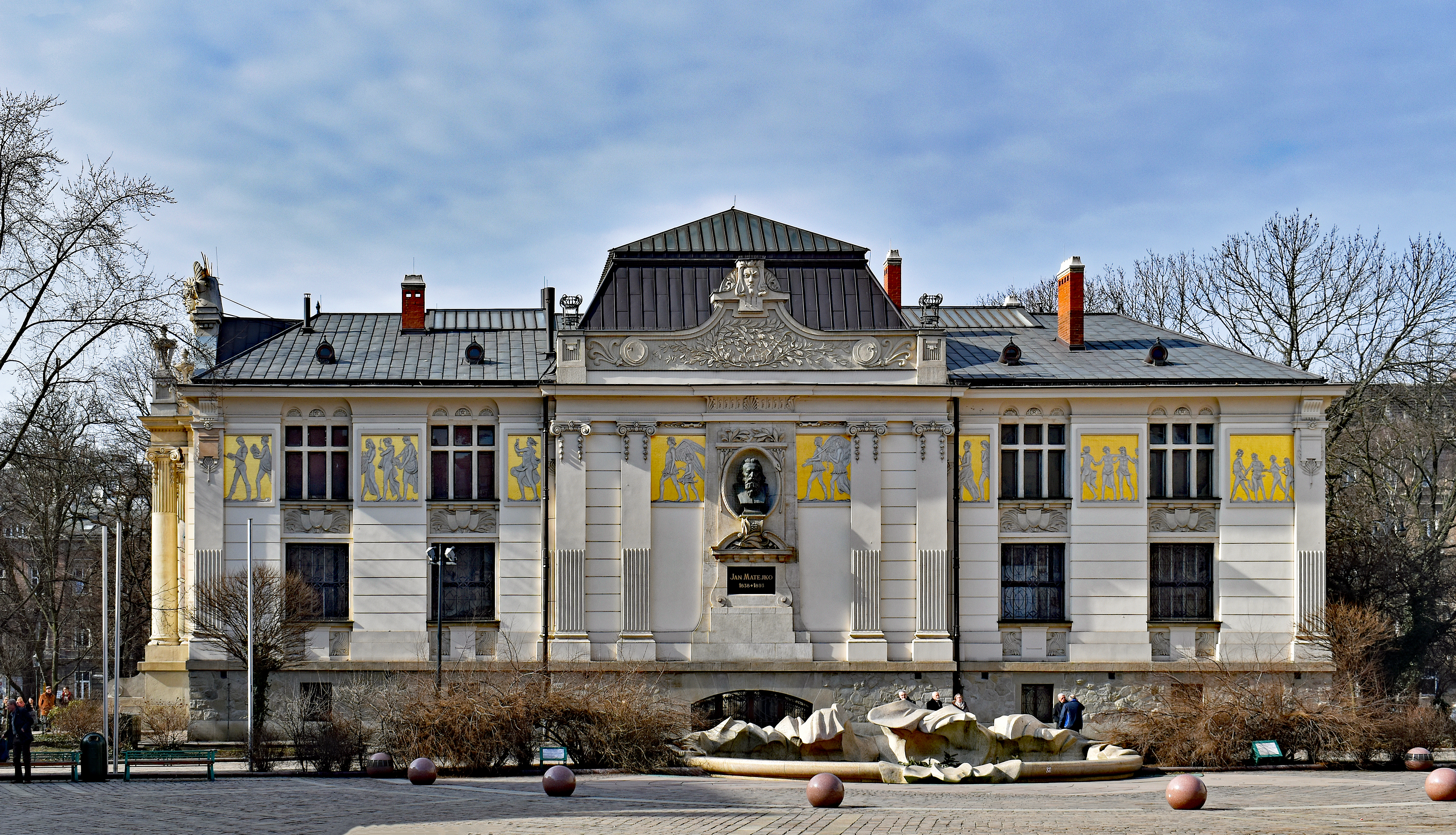
Дворец искусства

Общество любителей изящных искусств (пол. Towarzystwo Przyjaciół Sztuk Pięknych) — общественная организация художников и любителей искусств в Кракове, Польша.

## История
Общество любителей изящных искусств польским общественным деятелем и издателем Валери Велёгловским. Своё первое собрание Общество любителей изящных искусств провело 21 января 1854 года в Технологической школе. Устав Общества был утверждён австро-венгерским властями. Первым президентом Общества стал Владислав Сангушко, Генрик Влодзицкий был выбран его заместителем и Валерии Велёгловский — секретарём. Целью организации Общества любителей искусства стало содействие развитию искусства в Кракове, организация художественных выставок и материальная поддержка художников. Первые выставки, которые организовало Общество любителей изящных искусств стали дебютные выставки картин и работ Яна Матейко, Юлиана Фалата, Влодзимежа Тетмайера, Станислава Выспянского, Юзефа Мехоффера и Яцека Мальчевского.
Общество любителей изящных искусств сотрудничало с Краковской школой изящных искусств. В 1854 году Общество создало фонд, который помогал начинающим художникам. На средства фонда Общество также проводило реставрацию алтаря Вита Ствоша в Мариацком костёле.
На основе деятельности Краковского общества любителей изящных искусств создавались подобные общества в Познани, Львове (создано в 1860 году) и Варшаве (Общество содействия изящным искусствам).
В начале XX века Общество любителей изящных искусств придерживалось консервативных взглядов в искусстве.
В течение своей деятельности Общество несколько раз меняло местонахождение своей администрации. Первоначально администрация Общества любителей изящных искусств находилась во Дворце Лариша. С 1901 года администрация Общества стала находиться в собственном здании под названием Дворец искусства. После Второй мировой войны в Кракове Обществом любителей изящных искусств были основаны музеи под названием «Усадьба Яна Матейко» и «Музей Эстрайхеров».
В настоящее время Общество любителей изящных искусств сотрудничает с международной организацией Ротари Интернешнл, демонстрируя художественные коллекции из собраний членов этой организации и организует аукционы. Местом выставок и аукционов является Дворец искусств.
Общество любителей изящных искусств основало Институт исследований и документации произведений искусства.

## Председатели
- Владислав Иероним Сангушко (1854—1869);
- Марцели Чарторыйский (1870—1892);
- Генрих Родаковский (1893—1894);
- Эдвард Александр Рачинский (1895—1913);
- Войцех Коссак (1914—1918);
- Эдвард Александр Рачинский (1918—1926);
- Феликс Копера (1926—1927);
- Владислав Яроцкий (1927—1934);
- Мариан Домбровский (1935—1939);
- Войцех Коссак (1939—1940);
- Францишек Вальтер (1940—1950);
- Войцех Добровольский (1950—1958);
- Кароль Эстрайхер (1958—1984);
- Игнацы Трыбовский (1984—1994);
- Казимеж Новацкий (1994—1996);
- Збигнев Витек (1996—2011).